# Get Together
"Get Together" je pjesma američke pjevačice Madonne s njezinog desetog studijskog albuma Confessions on a Dance Floor. Pjesmu su napisali Madonna i Stuart Price, a izdana je 6. lipnja 2006. kao treći singl s albuma pod Warner. Bros. Recordsom. Odluka da upravo ova pjesm abude treći singl je proizašla iz činjenice da je ovo bila treća najprodavanija digitalna pjesma s albuma. Izdana je isti dan kada je Madonna započela svoju Confessions Tour. Inspirirana pjesmom "Mousic Sounds Better With You" grupe Stardust, "Get Together" je svojim tekstom prikazivala različite načine pronalaska ljubavi na plesnom podiju.
Suvremeni kritičari su hvalili pjesmu, nazivali je prirodno tečnom i izvrsnim dance uratkom. Hvalili su Madonnino umijeće da šablonske komentare pretvara u pop slogane. Nakon izdavanja, pjesma je postala uspješnica na dance ljestvicama u Sjedinjenim Državama, ali nije ušla na glavnu Billboard Hot 100 ljestvicu. U Top 10 je ušla u Kanadi, Ujedinjenom Kraljevstvu i Italiji, dok je u Španjolskoj dosegnula vrh ljestvice. Prateći glazbeni video prikazuje Madonninu izvedbu pjesme u londonskom Koko Clubu, ali je bio animiran kako bi vizualno bio drugačiji. Iza Madonne su se pojavljivale slike erumpirajućih vulkana i slike gradove. Izvela je pjesmu na Confessions Tour a na pozornici su joj se pridružila dva plesača s konjskim uzdima oko glave. Pjesma je 2007. bila nominirana za nagradu Grammy u kategorija "najbolje dance izdanje", ali je izgubila od pjesme "SexyBack" Justina Timberlakea.

## Pozadina i kompozicija
"Get Together" su napisali Madonna, Anders Bagge, Peer Åström i Stuart Price dok su producentske zasluge preuzeli Madonna i Price. Pjesma je inspiraciju pronašla u dance hitu iz 1998. "Music Sounds Better with You" grupe Stardust. "Jump" je prvotno trebao biti treći singl s albuma. Međutim, pjesma "Get Together" je izabrana za treći singl i to isti dan kada je započela Madonnina Confessions Tour. Odluka je donesena na temelju činjenice da je pjesma "Get Together" bila treća najprodavanija digitalna pjesma s albuma. Do izlaska trećeg singla, "Get Together" je prodan u 20.000 digitalnih primjeraka doj je "Jump" u 9.000 primjeraka. Tako je "Get Together" bio izabran za treći singl. Naslovnica singla prikazuje Madonnu i njezinu ekipu s Confessions Tour, uključujući i producenta pjesme Pricea. Slika se može vidjeti kao umetnuta naslovniva DVD-a I'm Going to Tell You a Secret.
Glazbeno gledajući "Get Together" je dance-pop pjesma, a uključuje elemente iz pjesme "Music Sounds Better With You" kao i pjesme "Fate" Chaka Khan. Također se osjeti i utjecaj Madonninh pjesama popt "Holiday" (1984) i "Secret" (1994). Tekst je prikazivo različite načine pronalaska ljubavi na plesnom podiju. Stih "Baby we can do it, we can do it all right" je uzet iz pjesme "Take Your Time (Do It Right)"
Pjesma "I Love New York" se nalazila kao B-strana singla u svrhu promocije Madonninog prvog live albuma I'm Going to Tell You a Secret koji je izdan također u lipnju 2006. Taj dokumentarac je na CD-u sadržavao demoverziju pjesme "I Love New York" koja je bila u rock verziji i sadržavala drugačiji tekst. Pjesma je doživjela mnoge obrade, a puno njih Madonnina diskografska kuća nije ni prihvatila poput Peter Rauhofera, Tony Morana i Jody Den Broedera te Roger Sancheza. Pjesma je 2007. bila nominirana za nagradu Grammy u kategoriji "najbolje dance izdanje". Dana 27. svibnja 2008. je na internet procurila demosnimka pjesme. Ta verzija se uveliko razlikovala od konačne. Sadržavala je drugačije ritmove, druge vokale a vrlo je slična pjesmi Donne Summer "I Feel Love".

## Uspjeh pjesme
U Sjedinjenim Državama pjesma nije uspjela ući na Billboard Hot 100 ljestvici, ali je ušla na Pop 100 na 84. mjesto. Razlog lošem plasmanu u Americi je minimalno radijsko emitiranje. Grupa od 3.300 fanova je pisalo peticiju na petitiononline.com. Bila je poznata pod nazivom "End the Madonna U.S. Radio Boycott" (završite s bojkotom Madonne na američkim radio postajama) te je upućena na Mark P. Maysu, vlasniku Clear Channel Communications. Poruke na Entertainment Weekly i VH1 su bile pune svega, od poruka podrške Madoonni pa sve do teorija zašto se Madonnina glazba ne pušta na radio postajama. Pjesma je bila uspješnica na Billboard dance ljestvicama, s prvim mjestima na Hot Dance Club Play i Hot Dance Airplay. Na Eurochart Hot 100 Singles je dospio na osamnaesto mjesto.
U Kanadi je pjesma debitirala i dosegla vrh na broju četiri Canadian Singles Chart. U Španjolskoj je pjesma debitirala na prvom mjestu. U Australiji je pjesma debitirala na trinaestom jestu što joj je ostalo najviša pozivcija. U Ujedinjenom Kraljevstvu je debitirala na sedmom mjestu. U ostatku Europe pjesma je dospjela u Top 10 u Italiji i Finskoj, te u Top 40 u Austriji, Belgiji, Danskoj, Francuskoj, Njemačkoj, Irskoj, Nizozemskoj, Švedskoj, i Švicarskoj.

## Formati singla
| - Europski i australski CD singl 1. "Get Together" (Radio Edit) – 3:54 2. "Get Together" (Jacques Lu Cont Mix) – 6:18 3. "Get Together" (Tiefschwarz Remix) – 7:34 - Britanski 12" promotivni vinyl 1. "Get Together" (Tiefschwarz Remix) – 7:34 2. "Get Together" (James Holden Remix) – 8:00 - Britanski 12" vinyl 1. "Get Together" (Radio Edit) – 3:54 2. "Get Together" (Jacques Lu Cont Mix) – 6:18 - Europski, kanadski i američki maxi-CD 1. "Get Together" (Album Version) – 5:15 2. "Get Together" (Jacques Lu Cont Mix) – 6:18 3. "Get Together" (The Danny Howells Funk Mix) – 9:13 4. "Get Together" (Tiefschwarz Remix) – 7:34 5. "Get Together" (James Holden Remix) – 8:00 6. "I Love New York" (Thin White Duke Mix) – 7:43 | - Britanski promotivni CD singl 1. "Get Together" (Radio Edit) – 3:54 2. "Get Together" (Jaques Lu Cont Vocal Edit) – 4:22 3. "Get Together" (The Danny Howells Funk Mix) – 9:13 - Britanski CD singl 1. "Get Together" (Album Version) – 5:15 2. "Get Together" (Jacques Lu Cont Mix) – 6:18 3. "Get Together" (The Danny Howells Funk Mix) – 9:13 4. "Get Together" (Tiefschwarz Remix) – 7:34 5. "Get Together" (James Holden Remix) – 8:00 - Američki 2 x 12" vinyl 1. "Get Together" (Album Version) – 5:15 2. "Get Together" (Jacques Lu Cont Mix) – 6:18 3. "Get Together" (Tiefschwarz Remix) – 7:34 4. "I Love New York" (Thin White Duke Mix) – 7:43 5. "Get Together" (James Holden Remix) – 8:00 6. "Get Together" (The Danny Howells Funk Mix) – 9:13 |

## Službene verzije
- Album Version (Mixed) (5:30)
- Album Version (Unmixed) (5:16)
- Radio Edit (3:54)
- Japanese Promotional Media Edit (4:20)
- Jacques Lu Cont Mix (6:16)
- Jacques Lu Cont Vocal Edit (4:24)
- Danny Howells and Dick Trevor KinkyFunk Mix (9:13)
- Danny Howells and Dick Trevor Kinkyfunk Edit (5:14) (iTunes Exclusive)
- Tiefschwarz Mix (7:34)
- Tiefschwarz Edit (4:55) (iTunes Exclusive)
- James Holden Mix (8:00)
- James Holden Edit (5:14) (iTunes Exclusive)

## Uspjeh na ljestvicama
| Ljestvica                           | Pozicija |
| ----------------------------------- | -------- |
| Australija                          | 13       |
| Austrija                            | 35       |
| Belgija (Flandrija)                 | 22       |
| Belgija (Valonija)                  | 33       |
| Danska                              | 12       |
| Europa                              | 18       |
| Finska                              | 6        |
| Francuska                           | 26       |
| Irska                               | 17       |
| Italija                             | 2        |
| Kanada                              | 4        |
| Mađarska                            | 1        |
| Nizozemska                          | 13       |
| Njemačka                            | 28       |
| Španjolska                          | 1        |
| Švedska                             | 15       |
| Švicarska                           | 24       |
| Ujedinjeno Kraljevstvo              | 7        |
| US Billboard Bubbling Under Hot 100 | 6        |
| US Billboard Hot Dance Club Play    | 1        |
| US Billboard Hot Dance Airplay      | 1        |
| US Billboard Hot Singles Sales      | 2        |
| US Billboard Pop Songs              | 84       |

| Država  | Certifikacija |
| ------- | ------------- |
| Švedska | Zlatna        |

## Singl u Hrvatskoj
| Pozicija | 8 | 1 | 1 | 4 | 4 | ? | x |

| Pozicija | 43 | 22 | 7 | 6 | ? | 17 | 28 | x |